# Martin Windrow
Martin Windrow (ur. 1944) – brytyjski historyk, wydawca i autor kilkuset książek artykułów i monografii o specjalności organizacji oraz warunków wyposażenia armii, ze szczególnym uwzględnieniem historii II wojny światowej oraz francuskiej Legii Cudzoziemskiej. 
Windrow jest absolwentem Wellington College. Zasiada w wielu komisjach historycznych, m.in. Royal Historical Society i Foreign Legion Association of Great Britain. Jego najważniejszą pracą wydaną w ostatnich latach jest książka The last valley poświęcona bitwie pod Dien Bien Phu, stoczonej podczas I wojny indochińskiej. Publikacja ta spotkała się z pozytywną krytyką wydawnictw historycznych.

## Publikacje
- The Waffen-SS 1984
- The Last Valley 2004
- Warriors and Warlords: The Art of Angus McBride 2002
- The World's Greatest Military Leaders 2000
- French Foreign Legion, 1914-45 1999
- Military Dress of the Peninsular War, 1808-14 1998
- The French Indochina War 1946–54 1998
- The Algerian War, 1954-62 1997
- French Foreign Legion 1996
- Inside the Soviet Army Today 1987[3][2]
- Rommel's Desert Army 1976